# Williamsville AC
Williamsville Athletic Club w skrócie Williamsville AC – iworyjski klub piłkarski grający w drugiej, a niegdyś w iworyjskiej pierwszej lidze, mający siedzibę w mieście Abidżan.

## Sukcesy
- I liga[1]:
  - wicemistrzostwo (1): 2017.

## Występy w afrykańskich pucharach
| Sezon | Rozgrywki           | Runda              | Kraj             | Klub                  | Dom | Wyjazd | Dwumecz |
| ----- | ------------------- | ------------------ | ---------------- | --------------------- | --- | ------ | ------- |
| 2018  | Liga Mistrzów       | wstępna            | Mali             | Stade Malien          | 1–0 | 1–1    | 2–1     |
| 2018  | Liga Mistrzów       | 1                  | Maroko           | Wydad Casablanca      | 2–0 | 2–7    | 4–7     |
| 2018  | Puchar Konfederacji | play-off           | Gwinea Równikowa | Deportivo Niefang     | 2–0 | 1–2    | 3–2     |
| 2018  | Puchar Konfederacji | gr. C (3. miejsce) | Nigeria          | Enyimba FC            | 2–0 | 0–1    | 2–1     |
| 2018  | Puchar Konfederacji | gr. C (3. miejsce) | Kamerun          | CARA Brazzaville      | 1–0 | 1–3    | 2–3     |
| 2018  | Puchar Konfederacji | gr. C (3. miejsce) | Mali             | Djoliba Athletic Club | 0–0 | 1–1    | 1–1     |

## Stadion
Domowe mecze klub rozgrywa na stadionie o nazwie Stade Robert Champroux w Abidżanie, który może pomieścić 20 000 widzów.

## Reprezentanci kraju grający w klubie
Stan na maj 2023.
| - Aboubacar Diakité - Fabius Dosso - Diallo Kouassi - Francis Nda - Jean Poé - Alphonse Yao | - Attohoula Yao - Daniel Yeboah - Roland Zan Bi - Pacôme Zouzoua - Abdel Bouraima - Aristide Bancé |